# Trilha Sonora de Mortal Kombat: Annihilation
Trilha sonora do filme Mortal Kombat: Annihilation de 1997, sendo uma sequência de Mortal Kombat - O Filme.

## Faixas
| N.º | Título                                              | Artista                            | Duração |  |
| 1.  | "Theme From Mortal Kombat (Encounter The Ultimate)" | The Immortals                      | 3:19    |  |
| 2.  | "Fire"                                              | Scooter                            | 3:14    |  |
| 3.  | "Megalomaniac"                                      | KMFDM                              | 4:19    |  |
| 4.  | "Almost Honest (Danny Saber Mix)"                   | Megadeth                           | 4:01    |  |
| 5.  | "Genius"                                            | Pitchshifter                       | 4:07    |  |
| 6.  | "Engel"                                             | Rammstein                          | 4:24    |  |
| 7.  | "Panik Kontrol"                                     | Psykosonik                         | 3:22    |  |
| 8.  | "Conga Fury"                                        | Juno Reactor                       | 5:40    |  |
| 9.  | "Anomaly (Calling Your Name) (Granny's 7" Edit)"    | Libra Presents Taylor              | 4:02    |  |
| 10. | "Ready Or Not (Ben Grosse Kombat Mix)"              | Menbreak                           | 3:42    |  |
| 11. | "Back On A Mission"                                 | Cirrus                             | 3:38    |  |
| 12. | "I Won't Lie Down (Kombat Mix)"                     | Face to Face                       | 3:22    |  |
| 13. | "Brutality"                                         | Urban Vodoo                        | 4:28    |  |
| 14. | "Leave You Far Behind (V2 Instrumental Mix)"        | Lunatic Calm                       | 3:09    |  |
| 15. | "We Have Explosive (Radio Edit)"                    | The Future Sound of London         | 3:26    |  |
| 16. | "Two Telephone Calls And An Air Raid"               | Shaun Imrei                        | 4:43    |  |
| 17. | "Death Is The Only Way Out"                         | Joseph Bishara                     | 3:04    |  |
| 18. | "X-Squad (Original Motion Picture Score)"           | George S. Clinton feat. Buckethead | 2:34    |  |
| 19. | "Theme From Mortal Kombat (Chicken Dust Mix)"       | Kasz & Beal                        | 3:33    |  |